# Клуб знаменитых капитанов

Слева направо: барон Мюнхгаузен, Дик Сенд, Робинзон Крузо, Гулливер, Саня Григорьев, капитан Немо, Тартарен. Открытка (СССР, 1956 год)

«Клуб знаменитых капитанов» — многосерийный радиоспектакль для детей, выходивший в СССР с декабря 1945 года до 1982 года. Авторами сценариев передачи были сценарист и комедиограф Климентий Борисович Минц и Владимир Михайлович Крепс. Персонажами радиопередачи были герои популярных приключенческих книг мировой и русскоязычной литературы. Первый выпуск вышел в эфир 31 декабря 1945 года; в этом выпуске передачи принимал участие Василий Качалов (в роли Старого года).
Передачи, как правило, имели вид заседаний клуба. Большинство спектаклей начиналось с краткого диалога библиотекарей Марии Петровны и Катюши, готовящихся закрыть библиотеку. После закрытия библиотеки знаменитые капитаны сходили со страниц книг и выбирали председателя. В простой и увлекательной форме они рассказывали о путешествиях и экспедициях (как реальных, так и вымышленных), о жизни в зарубежных странах, сообщали интересные сведения из области географии, зоологии и ботаники. Тематика передач чаще всего была связана с морем — хотя были и исключения. Барон Мюнхгаузен рассказывал «правдивые» истории, полные ошибок и несуразиц. Помимо капитанов, нередко появлялись другие литературные герои. Заканчивалось заседание криком петуха, после которого герои спешили вернуться в свои книги.
Слушателям передачи предлагалось отвечать на вопросы, участвовать в конкурсах, викторинах по морской тематике. Наиболее удачные ответы зачитывались по радио в прямом эфире, а их авторы поощрялись знаками «Алый вымпел» либо «Голубой вымпел». За разоблачение ошибок в рассказах Мюнхгаузена и Тартарена полагался знак «Золотой петух».
Одно время при Клубе работало «БИО» — Бюро изобретений и открытий: ребятам предлагалось присылать в него всевозможные проекты фантастических изобретений.

## История развития передачи
В 1950 году на сцене Московского драматического театра им. М. Д. Ермоловой была поставлена пьеса «Тайна затонувшей шхуны» по мотивам передачи. В конце 1940-х годов в рамках борьбы с космополитизмом и буржуазным влиянием герои «Клуба знаменитых капитанов» были раскритикованы, и с начала 1953 года передача была исключена из эфира. В письме от 4 июля 1966 г. в редакцию «Клуба» Майлен Костантиновский, автор популярной детской радиопередачи «КОАПП», вольно цитирует разгромную статью, вышедшую в «Литературной газете» в конце 1940-х гг.: «„Это человеконенавистник капитан Немо, недисциплинированный, бесшабашный Дик Сэнд, глупый, бессовестный враль Мюнхаузен“. Избежал хулы, естественно, только Саня Григорьев». Статья «Зачем нужны такие радиопередачи?» была опубликована в «Литературной газете» № 23 (2510) от 19 марта 1949 года. Капитаны были названы «носителями буржуазной морали, колонизаторами, искателями легкой наживы». Досталось и песенкам — они оказались «наполнены пыльным реквизитом старой, обветшалой буржуазной романтики». Автор статьи С. Максимович приходил к выводу, что «у таких учителей нашим юношам и девушкам учиться нечему»: «Радиопередачи <…> должны воспитывать молодёжь в духе любви и преданности нашей великой социалистической Родине и вестись от имени выдающихся русских полководцев, путешественников, географов — исторических личностей и героев русской и советской литературы. Это не значит, что следует игнорировать известных детям героев западной литературы. Но необходимо и воспитывать у детей чувство патриотизма, о чём, видимо, мало или совсем не думают авторы „Клуба знаменитых капитанов“».
В 1966 году избранные фрагменты передачи начали повторять, и после большого количества писем радиослушателей работа над передачей была возобновлена.
В 1966 году журнал «Советское радио и телевидение» писал о причинах закрытия «Клуба»: «„Устарели. Сами капитаны устарели.“ Помилуйте! Да разве могут устареть Робинзон Крузо и Мюнхгаузен, Немо и Гулливер? Устареть для нового, ещё не знакомого с ними поколения? <…> Почему нельзя вложить в интересную форму, уже утвердившую себя форму современно содержание, принять в „Клуб“ новых членов, знаменитых капитанов двадцатого века?». Необходимость возрождения «Клуба» автор статьи объясняет тем, что в послевоенное время передача заставляла ребят чувствовать себя «отважными первооткрывателями, распахивала перед ними мир, окутанный романтикой подвигов и приключений». Работу над сценариями авторы возобновили в 1968 году, первый выпуск «Клуба знаменитых капитанов» после долгого перерыва прозвучал в июле 1968 года.
Последний раз передача «Клуб знаменитых капитанов» вышла в радиоэфир в 1982 году.
В 1990 годы на «Радио России» выходила аналогичная радиопередача «Полный вперёд!» (другое название — «Таверна „Золотая лань“»), также представлявшая собой заседания клуба знаменитых капитанов — героев приключенческих романов, однако каждый выпуск был посвящён, как правило, одному сюжету из истории мореплавания (например, кораблекрушению, пирату, путешественнику). В передаче отсутствовали музыкальные номера.

## Создатели
Авторы сценария — Климентий Минц и Владимир Крепс.
Текст песен к передачам цикла написал Сергей Богомазов.
Музыку для передачи писали:
- Валентин Макаров;
- Анатолий Александров;
- Дмитрий Кабалевский;
- Карэн Хачатурян;
- Анатолий Лепин;
- Борис Мокроусов;
- Оскар Фельцман;
- Эдуард Колмановский;
- Зара Левина;
- Владимир Рубин;
- Юрий Никольский;
- Георгий Крейтнер;
- Томас Корганов;
- Борис Терентьев;
- Ефим Адлер;
- Степан Соснин;

и другие.
Режиссёрами в разное время были:
- Нина Герман;
- Роза Иоффе;
- Николай Александрович;
- Владимир Иванов;
- Борис Тираспольский;
- Татьяна Шиловская;
- Татьяна Сапожникова

и другие.
Редакторами пьесы были:
- Марта Гумилевская;
- Татьяна Красина;
- Александр Дитрих;
- Тамара Седых;
- Нина Стукова

и другие.

## Список персонажей
В список включены основные герои, состоявшие в разное время в «Клубе знаменитых капитанов». Указан первый состав артистов, исполнявших роли.
| Член Клуба               | Автор                  | Произведение                                                                                 | Исполнитель                          |
| ------------------------ | ---------------------- | -------------------------------------------------------------------------------------------- | ------------------------------------ |
| Капитан Немо             | Жюль Верн              | «Двадцать тысяч льё под водой», «Таинственный остров»                                        | Михаил Нароков, Михаил Названов      |
| Лэмюэль Гулливер         | Джонатан Свифт         | «Путешествия Гулливера»                                                                      | Борис Лавров                         |
| Робинзон Крузо           | Даниэль Дефо           | «Жизнь и удивительные приключения Робинзона Крузо», «Дальнейшие приключения Робинзона Крузо» | Ростислав Плятт                      |
| Тартарен из Тараскона    | Альфонс Доде           | «Тартарен из Тараскона»                                                                      | Осип Абдулов, Евгений Весник         |
| Барон Мюнхгаузен         | Рудольф Распе и другие | «Приключения барона Мюнхгаузена»                                                             | Александр Хованский, Георгий Вицин   |
| Дик Сенд                 | Жюль Верн              | «Пятнадцатилетний капитан»                                                                   | Валентина Сперантова, Ирина Потоцкая |
| Капитан корвета «Коршун» | Константин Станюкович  | «Вокруг света на „Коршуне“»                                                                  | Борис Оленин                         |
| Артур Грэй               | Александр Грин         | «Алые паруса»                                                                                | Юрий Яковлев                         |
| Капитан Воронцов         | Григорий Адамов        | «Тайна двух океанов»                                                                         | Михаил Астангов                      |

Помимо регулярно появлявшихся героев, эпизодически фигурировало множество других литературных персонажей.

### Другие персонажи
| Персонаж            | Автор            | Книга                                          | Исполнитель           |
| ------------------- | ---------------- | ---------------------------------------------- | --------------------- |
| Жак Паганель        | Жюль Верн        | «Дети капитана Гранта»                         | Дмитрий Фивейский     |
| Джон Гаттерас       | Жюль Верн        | «Путешествие и приключения капитана Гаттераса» | Леонид Шихматов       |
| Мистер Пиквик       | Чарльз Диккенс   | «Посмертные записки Пиквикского клуба»         | Юрий Медведев         |
| Александр Григорьев | Вениамин Каверин | «Два капитана»                                 | Николай Александрович |
| Синдбад-мореход     |                  | «Семь путешествий Синдбада-морехода»           | Николай Гриценко      |

Роль библиотекарши Марии Петровны исполняла Софья Гальперина, её помощницы Катюши — Наталья Львова.
О приключениях знаменитых капитанов, объединённых в радиоспектакле, написаны две повести (авторы — Владимир Крепс и Климентий Минц, изданы в 1974 и 1977 гг., есть переиздание). В разное время выходили также книги с текстами избранных спектаклей. Некоторые ранние передачи изданы на аудиокассетах и MP3-дисках.

## Некоторые выпуски
1945
- 1. Традиции народов Землио файле
- 2. Приключения Селкиркао файле

1946
- 3. Письмо в бутылкео файле
- 4. Таинственная земляо файле
- 5. Разноцветная водао файле
- 6. Говорящие камнио файле
- 7. Где находится необитаемый острово файле
- 8. За тех, кто в морео файле

## Книги
Пьесы
- Свистать всех наверх! // Тетрадь первая. — М.: Детский мир, 1963. — (Клуб знаменитых капитанов).
- Сокровища капитана Ермакова // Тетрадь вторая. — М.: Малыш, 1964. — (Клуб знаменитых капитанов).
- На волне Знаменитых Капитанов. Сборник радиопьес. — М.: Искусство, 1974. — (Клуб знаменитых капитанов).
  - В поисках Молодой Луны
  - А не поднять ли нам паруса?
  - Тайна Чёрных песков
  - Северное сияние
  - Пленники Нептуна
  - Путешествие становится опасным
  - Открытие полюса звуков
  - Координаты неизвестны
  - Ураган силой в два балла
  - Пакет распечатать в открытом море
- Счастливого плавания, Знаменитые Капитаны. — М.: Искусство, 1980.
  - Бегство из «Мёртвого царства»
  - Эскадра выходит в море
  - Ветер странствий
  - Завещание Мюнхгаузена
  - Послание из бездны
  - Моряк с «Фараона» спешит на помощь
  - Корабли-призраки
  - Путешествие не выходя из комнаты
  - Лицо, пожелавшее остаться неизвестным
  - Тысяча вторая ночь Шахразады
  - Его величество Случай
  - Голубой Маврикий
  - Гость из тумана
  - Встреча на рейде
- Путешествие становится опасным. — М.: Искусство, 1989.

Проза
- Клуб знаменитых капитанов. Книга 1. — М.: Советская Россия, 1974.
- Клуб знаменитых капитанов. Книга 2. — М.: Советская Россия, 1977.
- Клуб знаменитых капитанов. В 2-х томах. Художник Владимир Долгов. — М.: Центрполиграф, 1997.